# Calatafimi-Segesta
Calatafimi-Segesta település Olaszországban, Trapani megyében. Lakosainak száma 6127 fő (2023. január 1.). Calatafimi-Segesta Alcamo, Buseto Palizzolo, Castellammare del Golfo, Gibellina, Monreale, Salemi, Santa Ninfa, Trapani és Vita községekkel határos.

## Népesség
A település népességének változása:
| Lakosok száma | 6616 | 6537 | 6127 |
|               | 2017 | 2018 | 2023 |